# دامونومیا
دامونومیا (به لاتین: Damunumeya) یک منطقهٔ مسکونی در سری‌لانکا است که در استان مرکزی (سری‌لانکا) واقع شده‌است.